# ロビンケビン
ロビンケビンは、よしもとクリエイティブ・エージェンシー東京本部所属のお笑いコンビ。2007年6月に結成。2013年7月22日解散。
おもにヨシモト∞ホールで活動していた。

## メンバー
- 菊地数馬（きくち かずま、1984年4月17日 - ）

主にツッコミ担当（たまにボケ）。立ち位置は向かって右。
茨城県東茨城郡大洗町出身。B型。
「パエリア菊地」と言う名前でピン芸人の活動をしていた。
そのせいで今でも一部のファンには「パエ兄」と呼ばれる。
「鬼の菊地」と言う名前でもピン芸人の活動をしていた。
毎週土曜17時からコンビ2人でツイキャス配信をしている。
- 及川博文（おいかわ ひろふみ、1984年11月8日 - ）

主にボケ担当（たまにツッコミ）。立ち位置は向かって左。
千葉県出身。B型。
BUMP OF CHICKENの大ファンである。
ツイキャス中に吉本動画サイト「ワロター」に登録した。

## 概要
- 二人とも東京NSCに9期生として入ったが、途中で及川が退学してしまった。一年半後、及川だけがNSC通信講座生という形でNSCに入り直し無事に卒業した。

及川は菊地とコンビを組むまでに違う人物と「リリィ」「アメゴリア」「キャラメルレインボーモンスター」として解散や結成を繰り返し活動していた。
ちなみに、リリィの解散二日後に現在の相方の菊地と違う人物とトリオでアメゴリアを結成したらしい。アメゴリアで１回DVDに出たこともある。
- 7月14日に突然の解散を各自twitterで最後の告知とともに発表した。

## 芸風
- 主にフリップを使ったネタ。

ネタを考えるのは及川、フリップに絵を描くのは菊地が担当している。

## 出演

### テレビ
- あらびき団（2009年7月15日・10月28日、TBS）

### ライブ、舞台
- AGE AGE LIVE、渋谷ばちーんんんLive、Get King Live